# Scytonemin
Scytonemin je žlutohnědý pigment sinic, který funguje jako ochrana proti ultrafialovému záření. Vzniká kondenzací tryptofanu a fenylpropanu. Lokalizuje se na vnější straně buněčné stěny sinic.

## Vlastnosti
Tento pigment se vyskytuje v místech, kde jsou sinice vystaveny silnému slunečnímu záření, nalezen byl ve více než 30 druzích sinic a v přírodě se ve vysokých koncentracích nalézá ve svrchních vrstvách mikrobiálních kolonií a krust. Vysoká intenzita slunečního záření zvyšuje v buňkách tvorbu tohoto pigmentu.
Scytonemin je rozpustný v tucích a jeho absorpční maximum leží v acetonu v 384 nm, tedy asi v 370 nm v přírodním prostředí. Jeho absorpční křivka však zasahuje i daleko do infračerveného regionu. Chrání sinice především před modrým a fialovým světlem.

## Význam ve vývoji života
Scytonemin v prekambriu pravděpodobně dovolil sinicím, aby osídlily mělké vody i vnitrozemské oblasti Země, kde byly tehdejší organizmy vystaveny silnému UV záření. UV záření by jinak na těchto místech inhibovalo fotosyntetickou schopnost sinic.